# Chota Char Dham

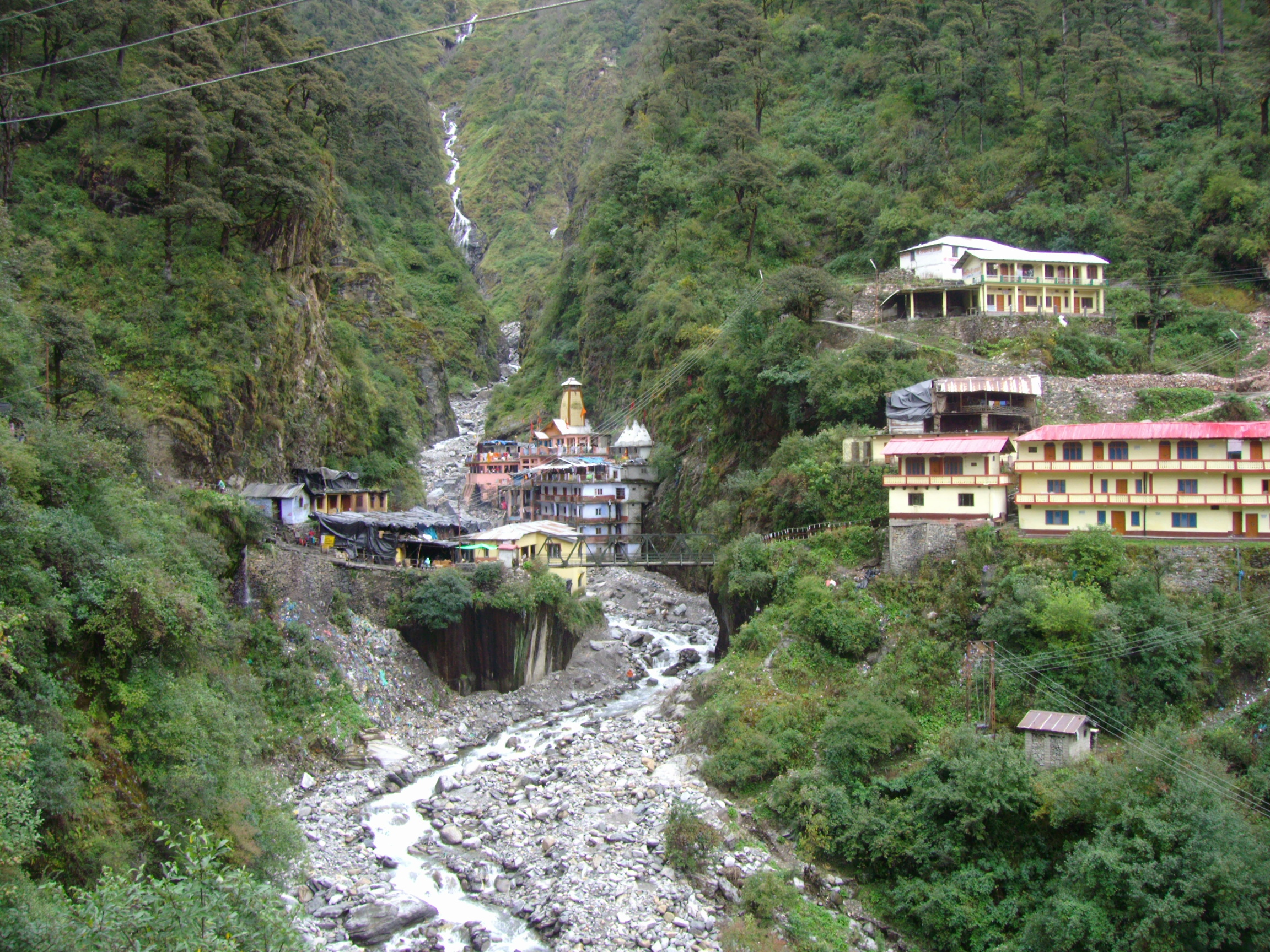
Templo de Yamunotri y ashrams

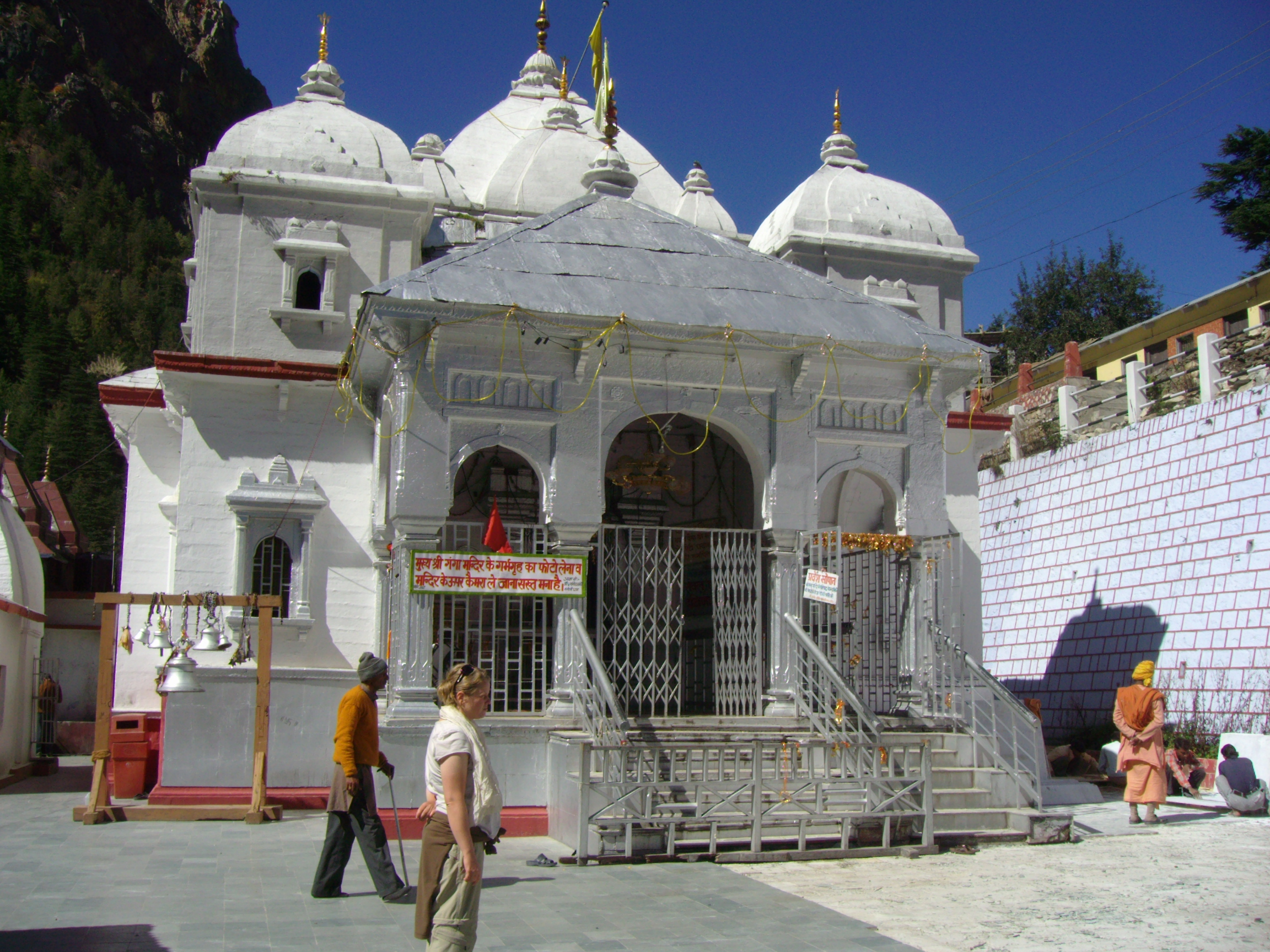
Templo de Gangotri

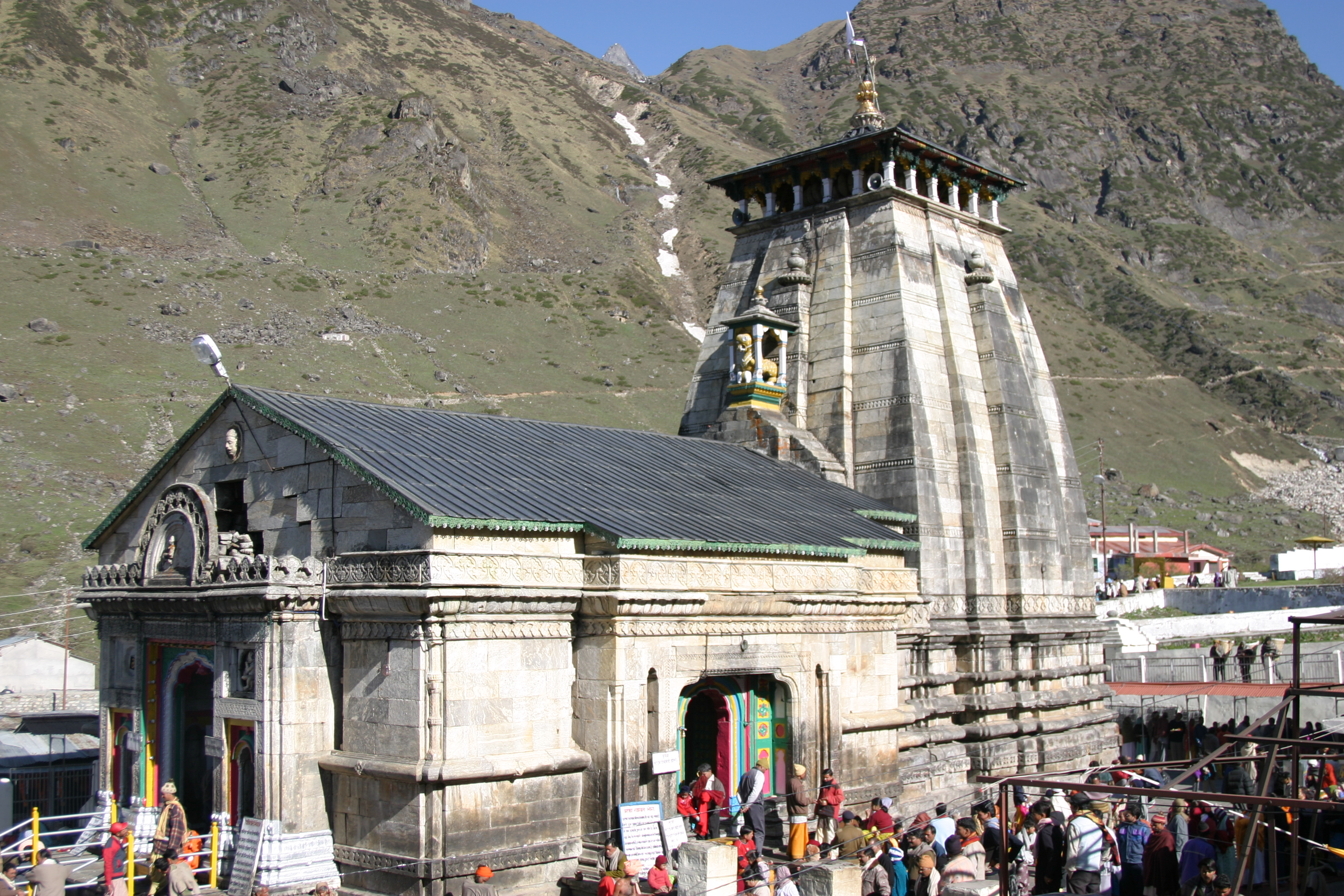
Templo de Kedarnath

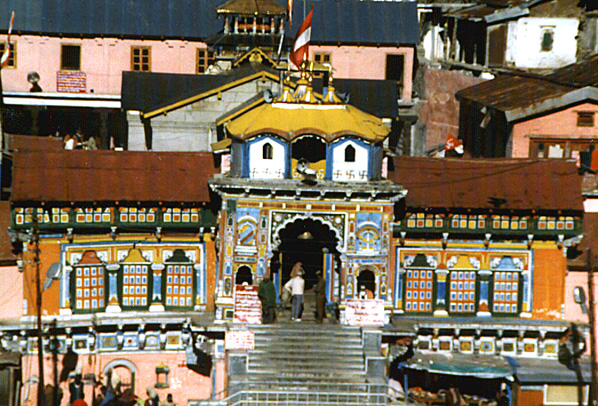
Templo de Badrinath

El Chota Char Dham es un circuito de peregrinación, con cuatro lugares sagrados (Badrinath, Kedarnath, Gangotri y Yamunotri) que se realiza en el norte de la India, en el estado de Uttarakhand, en la división de Garhwal, en el Himalaya.
Chota quiere decir "pequeño", y hace referencia a un circuito de mayores proporciones, el Char Dham (Badrinath, Rameswaram, Dwarka y Puri), que desde el siglo VIII fue instituido por Adi Shankara para visitar los cuatro puntos cardinales de la India. Con el tiempo, el circuito se redujo al estado donde el filósofo murió, y los cuatro puntos de peregrinación se centraron en las montañas de Garhwal.
Los orígenes del Chota Char Dham son poco conocidos. El lugar de peregrinación más importante, Badrinath, es el último en visitarse si se realiza el circuito mayor, y el único que coincide. Pudo ser el punto de partida de este circuito. Los cuatro se encuentran en torno a los 4.000 m de altitud y para alcanzarlos había que hacer largas caminatas reservadas a religiosos de mucha fe. Actualmente, hay carreteras que no dejan demasiado lejos y autobuses de línea que llevan a los peregrinos que proceden de todo el sudeste asiático entre abril y noviembre, ya que durante los meses invernales se cierran los pasos de montaña y las temperaturas en los templos son demasiado bajas para los peregrinos.

## Los lugares sagrados
La mayoría de peregrinos inician el viaje desde la ciudad de Haridwar, aunque también se puede partir de Rishikesh o de Dehradun. El orden en que se visitan los templos, que se hallan en pequeñas localidades con el mismo nombre de menos de mil habitantes, es el siguiente:
- Yamunotri, a 3.293 m de altitud, es la fuente del río Yamuna y morada de la diosa del mismo nombre. Se halla a un día de viaje desde las ciudades antes citadas. El último tramo de 6 km hay que hacerlo a pie desde el pueblo de Hanuman Chatti. Junto al templo hay unos pocos ashrams y casas de huéspedes. Durante el ritual se distribuye prasad, una condición mental (generosidad) que también es un alimento.

- Gangotri, a 3.034 m de altitud, es la fuente el río Ganges y morada de las diosa Ganga. Se halla a un día de camino desde las ciudades citadas o dos desde Yamunotri. Se puede llegar por carretera y hay numerosos restaurantes y casas de huéspedes. A 17 km se encuentran las fuentes del río Ganges, en Gaumukh, y se puede visitar el parque nacional de Gangotri.

- Kedarnath, a 3.580 m de altitud, es el más remoto y también es venerado como uno de los doce jyotirlingas, lugares consagrados a Shiva. Se halla a dos días de Gangotri y hay que caminar 14 km desde Gaurikund para llegar al templo.

- Badrinath, a 3.415 m de altitud, es el último y el más importante destino del Chota Char Dham. Como parte del Char Dham mayor, recibe más visitantes que los otros lugares. Muy cerca se halla el cruce de la carretera que lleva a otro lugar sagrado importante, Hemkund, a 4.200 m de altitud, visitado por los sijs. Badrinath se halla a orillas del río Alaknanda y se puede acceder por carretera. El templo se halla en una colina sobre el pueblo.

## Coordenadas
Kedarnath 30°44′N 79°04′E / 30.73, 79.07 Badrinath 30°44′N 79°29′E / 30.73, 79.48 Gangotri 30°59′N 78°56′E / 30.98, 78.93 Yamunotri 30°44′N 78°27′E / 30.73, 78.45